# Grote grazers

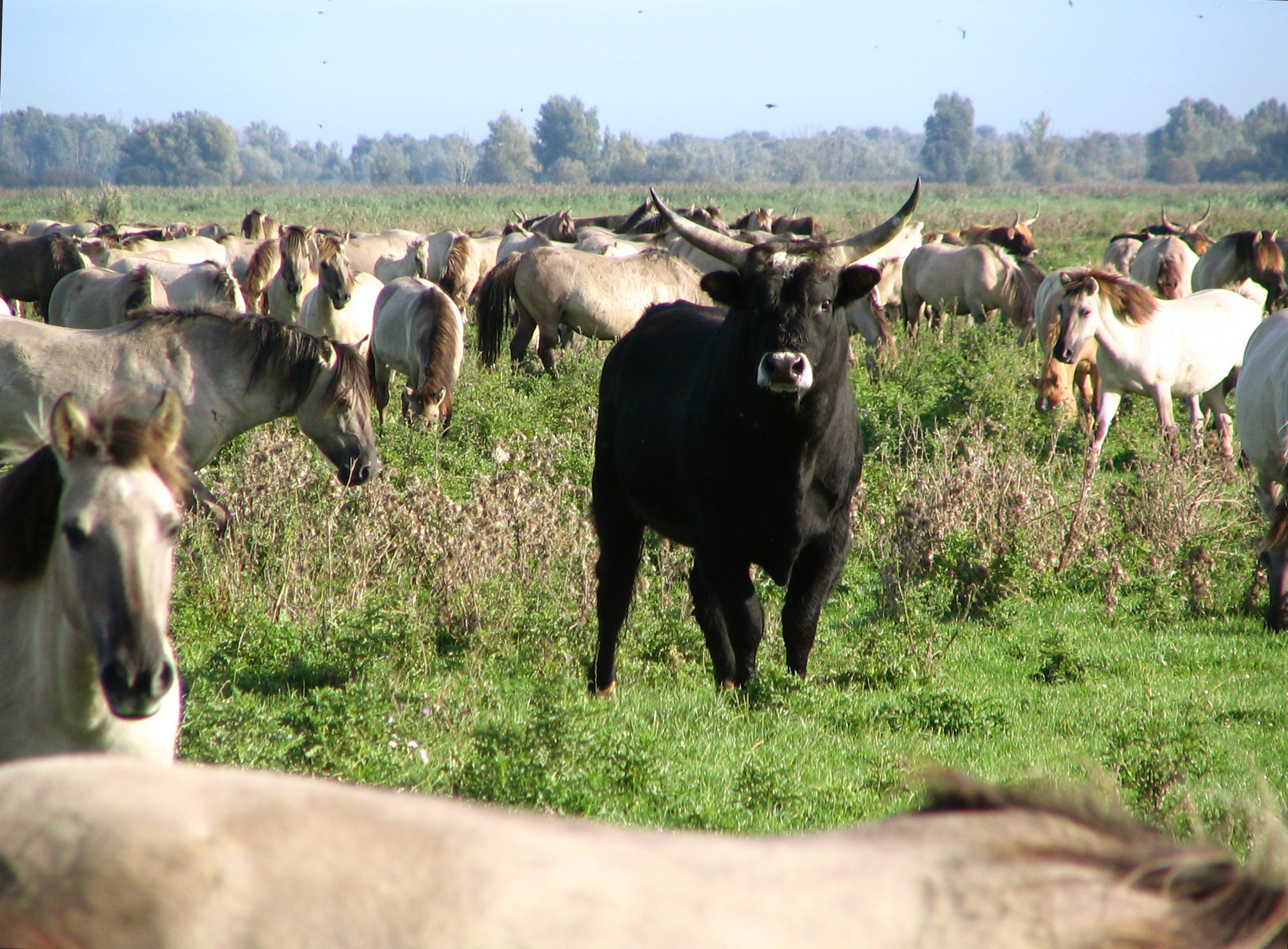
Grote grazers in de Oostvaardersplassen

Grote grazers komen in de natuur voor in alle werelddelen en leveren een belangrijke bijdrage aan de dynamiek van hun milieu. Door het eten van grote hoeveelheden plantaardig materiaal, zowel levend als dood, maken ze ruimte voor nieuwe groei. Door hun invloed op hun omgeving scheppen ze gunstige leefomstandigheden voor sommige plant- en diersoorten. Wanneer verschillende soorten grote grazers grazen in een gegeven biotoop, bijvoorbeeld een Afrikaanse savanne, zijn deze soorten wat betreft hun voedingsgewoonten geen concurrenten van elkaar.

## Groepen
Met grote grazers doelt men op 'grote' hoefdieren. Meestal gaat het om hertachtigen, runderen en paardachtigen, soms ook om wilde zwijnen, geiten en schapen of andere diersoorten, zoals antilopen.
Tot de kleine grazers rekent men hazen, konijnen, vogels zoals ganzen en soms ook ree.

## Functies in de natuur
Naast de invloed op de begroeiing wordt het verspreiden van zaden bevorderd door de activiteiten van grote grazers. Zaden kunnen aan de vacht kleven of in de mest zitten. Paarden hebben de gewoonte om niet te eten waar ze zich ontlasten; hierdoor ontstaan in het terrein verschillen in de samenstelling. De latrines zijn vaak ruiger qua begroeiing door extra stikstofbemesting.
De kadavers van grote grazers zijn belangrijk omdat daardoor aaseters als raaf, vos, zeearend en wild zwijn van voedsel worden voorzien. De Nederlandse regelgeving eist dat kadavers van gedomesticeerde dieren zoals paarden en koeien opgeruimd worden. Voor herten geldt deze verplichting niet. Wel wordt vaak de kop van de romp verwijderd om de komst van trofeejagers naar natuurgebieden tegen te gaan.

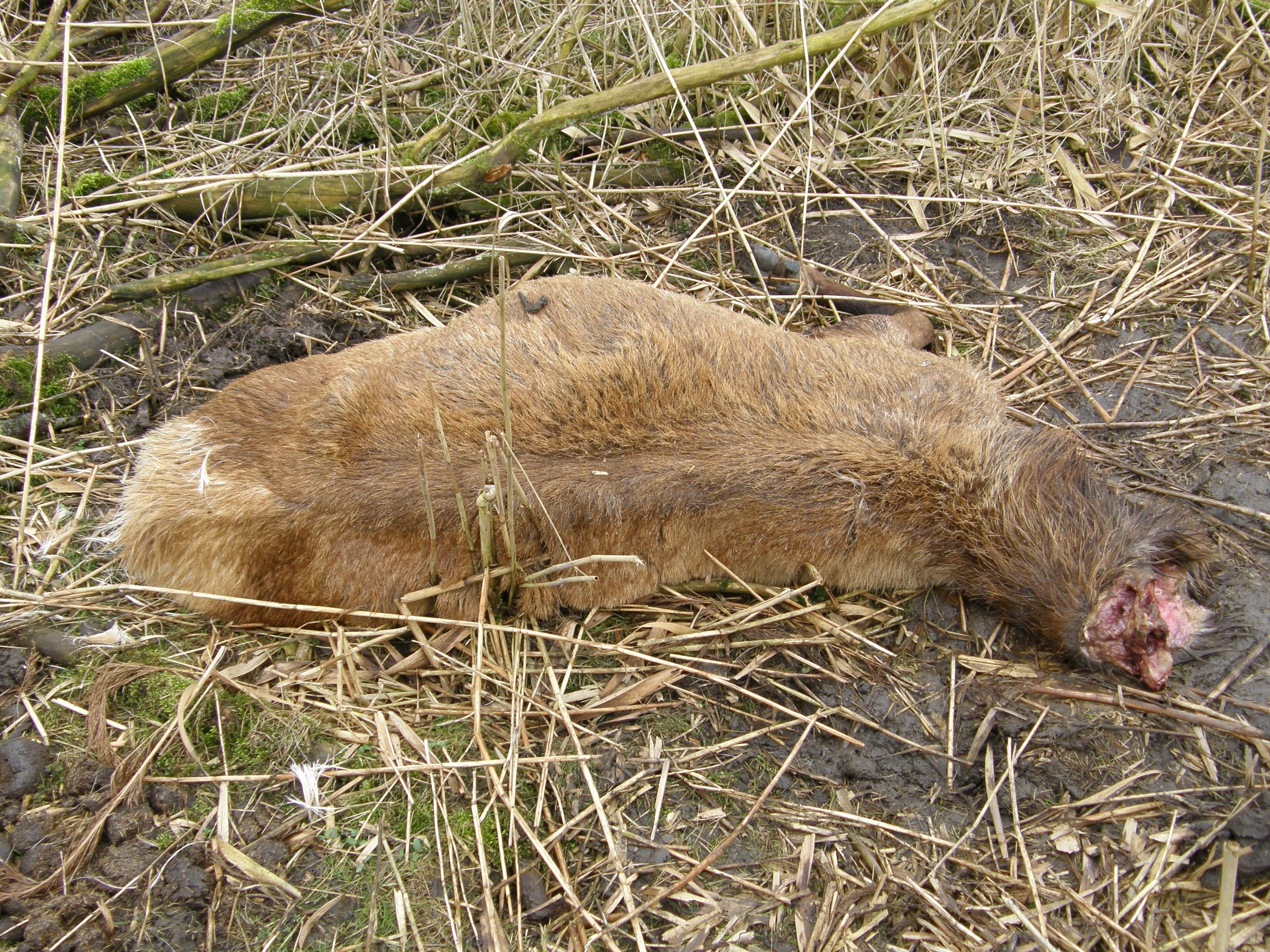
Onthoofd hert
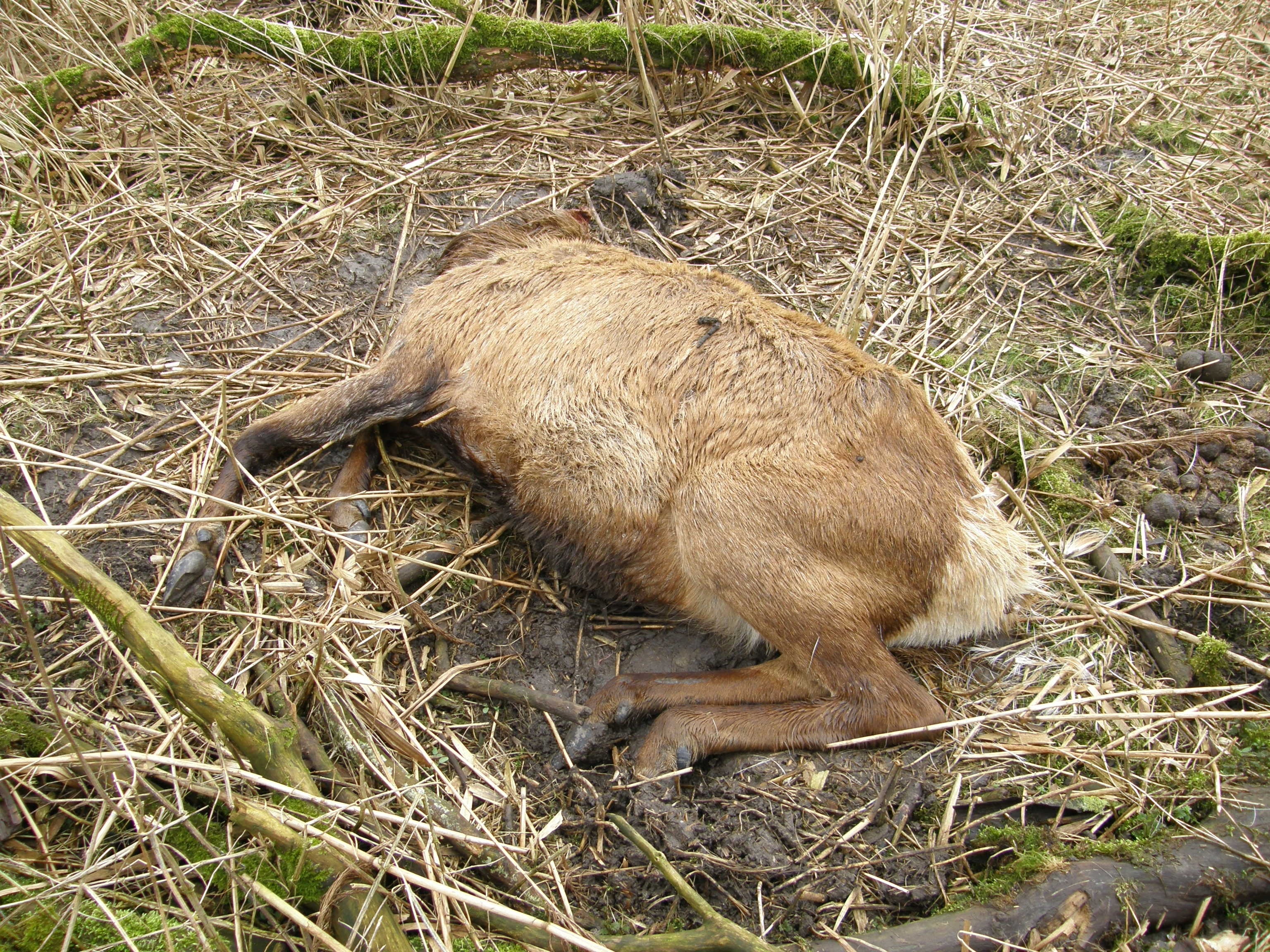
Vos markeert hert met uitwerpsel
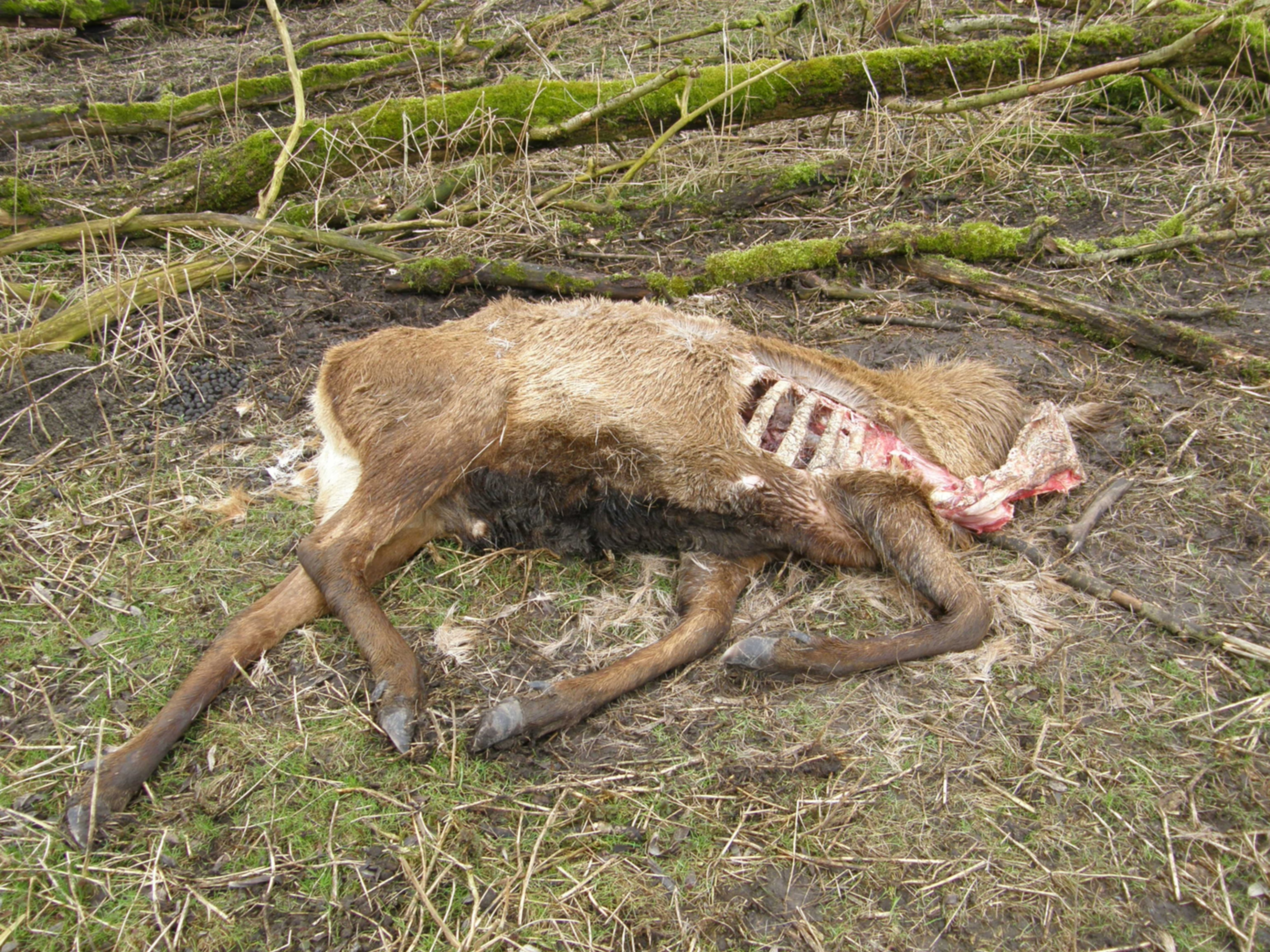
Kadaver wordt leeggegeten

## Beheer
Wanneer grote grazers door de mens worden ingezet als beheerinstrument dan heeft jaar-ronde begrazing de voorkeur; er zijn dan minder dieren nodig waardoor er minder vertrapt wordt.
Een natuurgebied biedt ruimte aan een beperkt aantal grote grazers. In de winter worden door de beheerder dieren gedood om een optimale stand te behouden. Wanneer er te veel dieren zijn in een gebied zullen er in de winterperiode veel verzwakken en sterven. Het zijn vooral jonge en oude dieren die het voorjaar niet halen. In Nederland experimenteerde Staatsbosbeheer tussen 1997 en 2018 op gezag van onder anderen de bioloog Frans Vera in de Oostvaardersplassen met een 'wildernismodel'. Grazers werden pas afgeschoten wanneer de beheerder aan het gedrag zag dat ze uitzichtloos leden. In een winter kunnen zonder preventief afschot tot 50% van de dieren in een bepaald gebied bezwijken. Wanneer de begrazingsdruk begrensd is blijft een gevarieerde vegetatie in stand. Struiken met doornen als sleedoorn en meidoorn kunnen dan bescherming bieden aan boomsoorten als es of eik.

## Beperkingen
Voor grote grazers geldt dat ze een voldoende groot areaal nodig hebben om zich als soort op een gezonde manier in stand te kunnen houden. Wanneer de dieren daarbij vele generaties lang in een gebied vertoeven, dan zijn er eisen die aan de grootte van de populatie en aan het terrein gesteld moeten worden. Anders dient via beheersmaatregelen geregeld te worden dat inteelt voorkomen wordt. In geval van calamiteiten kunnen dieren (tijdelijk) ergens anders worden ondergebracht, zoals in het geval van brand of hoog water.

## Europese grote grazers
- Edelhert - Cervus elaphus
- Damhert - Dama dama
- Eland - Alces alces
- Ree - Capreolus capreolus
- Geit
- Rendier - Rangifer tarandus
- Schaap
- Varken
- Wisent - Bison bonasus
- Muskusos - Ovibos moschatus
- Waterbuffel[3]

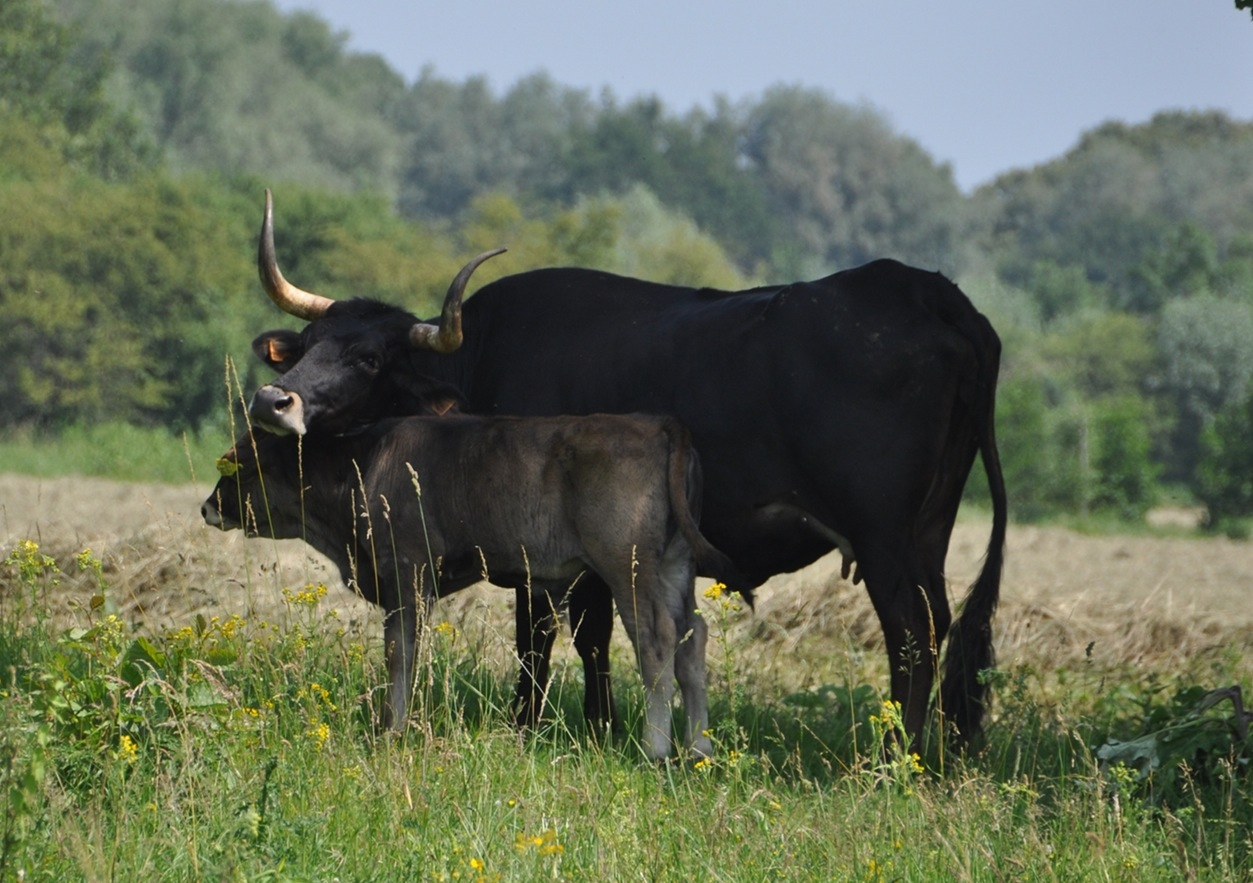
Sayaguesa rund

- Tarpan - Uitgestorven; vervanging door het inzetten van:
  - konik
  - exmoorpony’s
  -  ijslander pony.
- Oerrund - Uitgestorven; vervanging door het inzetten van:
  - Heckrund
  - Schotse hooglander
  - Galloway
  - Rode Geus
  - Sayaguesa
  - Tauros

## Grote grazers van het Arabisch schiereiland
- Gazelle
- Onager
- Oryx

## Afrikaanse grote grazers
- Kafferbuffel
- Giraffe
- Gnoe
- Olifant
- Zebra
- Neushoorn

## Amerikaanse grote grazers
- Bizon
- Wapiti
- Witstaarthert
- Eland
- Muskusos
- Gaffelbok
- Sneeuwgeit